# Tharrhalea mariae
Tharrhalea mariae är en spindelart som beskrevs av Alberto Barrion och James A. Litsinger 1995. Tharrhalea mariae ingår i släktet Tharrhalea och familjen krabbspindlar.
Artens utbredningsområde är Filippinerna. Inga underarter finns listade i Catalogue of Life.